# ظهرة الطنيني (القفر)

تعديل مصدري - تعديل

ظهرة الطنيني محلة تابعة لقرية شبيث، التابعة لعزلة بني سيف السافل بمديرية القفر إحدى مديريات محافظة إب في الجمهورية اليمنية، بلغ تعداد سكانها 21 حسب تعداد اليمن لعام 2004.